# Ponte Kilbride
A ponte Kilbride é uma ponte em Dunoon, em Argyll and Bute, na Escócia. É uma estrutura listada de Categoria C na qual passa tráfego rodoviário através da Rua Auchamore. É feita de arenito vermelho e tem um vão de arco segmentar.

## Galeria

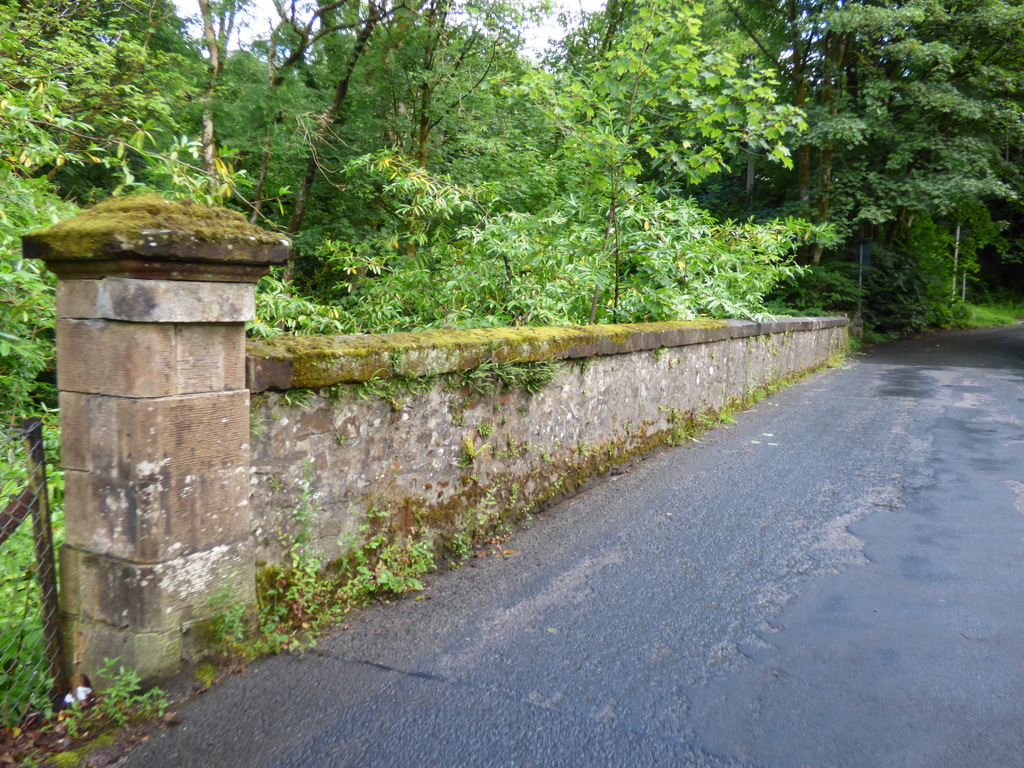
O parapeito no lado montante (oeste) da ponte, em 2019
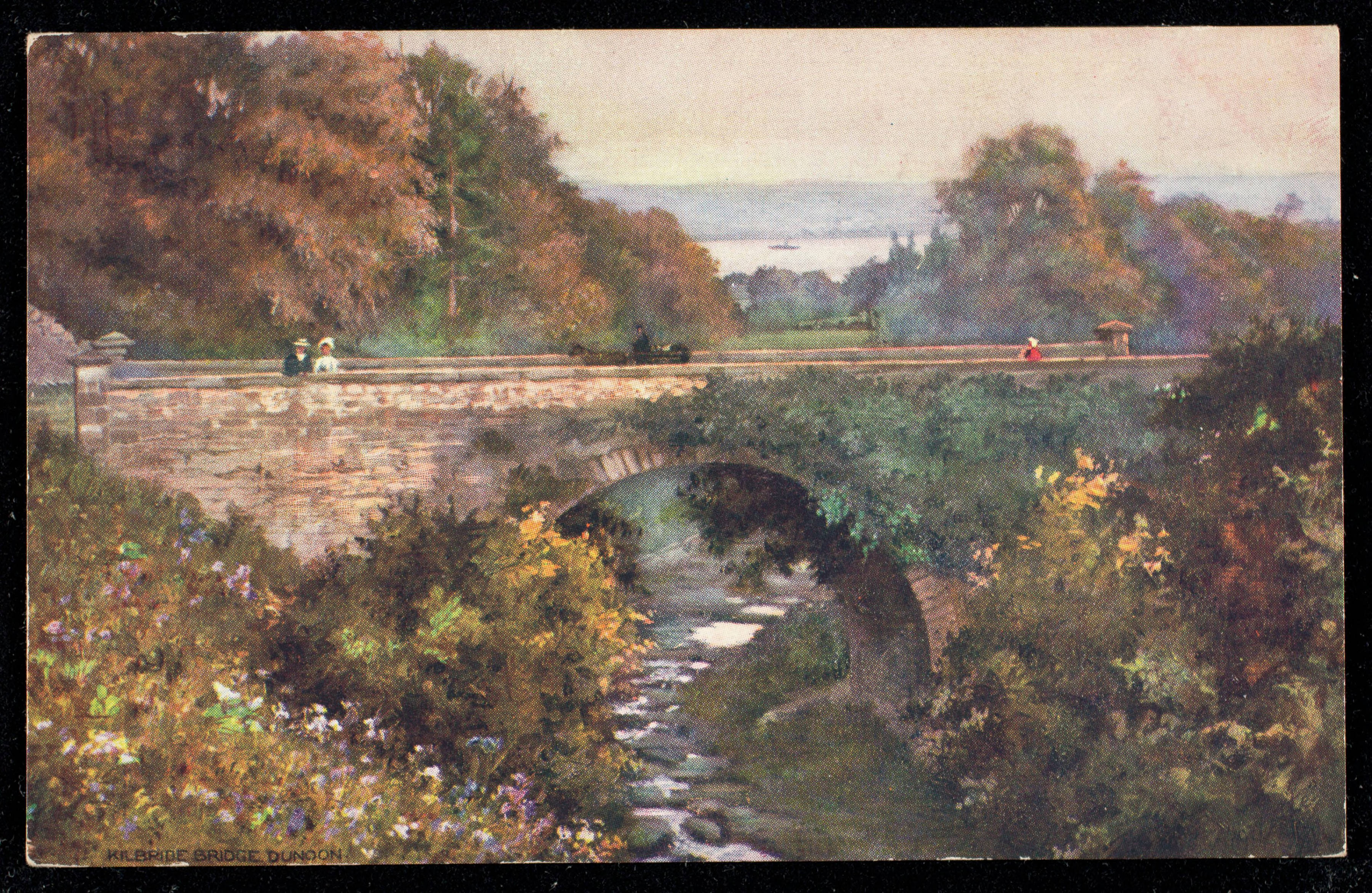
Uma pintura da ponte do início do século XX, voltada para o leste (rio abaixo)